# Intimacy
Intimacy – czwarty amerykańskiej wokalistki pop Jody Watley. Płyta została wydana w 9 listopada 1993.
W 1993 płyta zajęła 164 miejsce w zestawieniu Billboard 200.

## Utwory
1. "Workin' on a Groove" (André Cymone, Watley) - 4:59
2. "When a Man Loves A Woman" (Larry Campbell, Watley) - 5:34
3. "Are You the One?" (Cymone, Watley) - 5:03
4. "Too Shy to Say" (Stevie Wonder) - 3:13
5. "Your Love Keeps Working on Me" (John Barnes, Joey Diggs, Robert White) - 4:39
6. "Ecstasy" (Terry Burrus, David Morales, Watley) - 5:16
7. "To Be With You" (Cymone, Watley) - 4:50
8. "Together" (Campbell, Watley) - 4:58
9. "Take Me in Your Arms" (Terry Coffey, Jon Nettlesbey, Watley) - 6:35
10. "Best of Me" (Gardner Cole, Cymone) - 5:35